# Raymond Milési
Pour les articles homonymes, voir Milesi.
Œuvres principales
- Extra-Muros
- Chien bleu couronné
- Papa, j'ai remonté le temps
- San-Antonio premier flic de France
- Les Pirates du temps
- Souffleur de mondes
- Au royaume des Cancres
- Les Cancres se déchaînent
- Mauvais œil à Beauregard

Raymond Milesi, né le 26 mars 1947 à Thionville, est un écrivain français, principalement connu pour ses textes de science-fiction. Il a obtenu à trois reprises le Prix Rosny aîné en catégorie "nouvelles" et a reçu en 1991 le Grand Prix de la science-fiction française pour sa nouvelle Extra-muros ainsi que, en 1997, le Grand Prix de l'Imaginaire "Jeunesse" pour son roman Papa, j'ai remonté le temps. Raymond Milesi est membre de Remparts, groupe d'écrivains et critiques de science-fiction depuis sa fondation en 1976. En outre, il assure depuis 1988 le suivi de la convention nationale française de science-fiction et reçoit les candidatures à son organisation.
Le Prix Cyrano (v. liste dans Prix Rosny aîné), récompensant l'ensemble de son œuvre écrite ainsi que ses actions en faveur du genre, lui a été décerné lors de la convention nationale française de science-fiction d'Amiens, en 2018.
Son personnage d'enquêteur spatio-temporel "Delcano" est présent dans une série de trois romans d'aventure-SF publiés aux éditions Armada : Salut Delcano !, Futur sans étoiles (rééditions revues et corrigées) et Les Pirates du Temps (inédit), 2012.
En 2013 est paru chez Armada le recueil Souffleur de Mondes qui – outre le texte éponyme inédit – offre une sélection de ses meilleures nouvelles, publiées en 35 ans de carrière.
Son recueil Au Royaume des Cancres (2004, éditions de l'Archipel) qui rassemble 1000 "perles d'inculture" nous rappelle qu'il fut également enseignant. Chez le même éditeur, Milesi publie en 2015 Les Cancres se déchaînent, sous-titré "Le bêtisier du fond de la classe", livre d'humour évoquant la "vraie" vie au collège et parsemé de perles hilarantes, toutes authentiques.
Dans un autre domaine, on le tient pour l'un des meilleurs spécialistes de l'œuvre de Frédéric Dard dit San-Antonio. Il est notamment l'auteur de : San-Antonio Premier Flic de France, à la fois biographie de Frédéric Dard et essai sur la célèbre série, et Les Figures de San-Antonio, analyse des figures de style et procédés littéraires dans l'œuvre de l'écrivain. Lui-même a publié en 2018 aux éditions des Paraiges Mauvais œil à Beauregard, un roman policier d'enquête et de mœurs dont l'action se déroule dans sa propre région, en Moselle.